# 옥천FM
옥천FM(OBN)은 2021년 12월 21일 개국한 대한민국의 공동체라디오이다. 충청북도 옥천군 중심으로 라디오 방송을 송출하고 있다. 주파수는 FM 104.9MHz KBS 제3라디오와 같은 주파수이다.